# دلفين (رواية)
دلفين أول رواية للكاتبة جرمين دي ستال (المعروفة باسم مدام دي ستال). نُشرت هذه الرواية عام 1802. أُلِّفَ الكتاب على شكل رسائل إرشاديّة (سلسلة من الرسائل) تتحرَّى خلالها الكاتبة حدود حريّة المرأة في مجتمع أرستقراطيّ. و رغم نفي الكاتبة مدام دي ستال أي نيّة سياسيّة وراء الكتاب، إلا أن الكتاب كان قد أثار جداً ما دفع نابليون لنفي الكاتبة.
تأثرت الكاتبة برواية جوته آلام الشاب فرتر و رواية جان جاك روسو جولي أو إلواز الجديدة، إذ عكست الكاتبة من خلال هذه الرواية مدى المناقشات التي جرت في الجمعيّة الوطنيّة عن فصل الكنيسة عن الدولة قبل اتفاقيّة عام 1801، في ظل تغيُّر بعض القوانين؛ إضافةً إلى نتائج معركة فيردون عام 1792 ، حيث نجم عنها اعتقالات و مجازر سبتمبر، إضافةً إلى موضوع  مصير المهاجمين، و غيرها من ظروف الثورة الفرنسيّة. كان للشخصيات الرئيسيّة في الرواية صفات بينجامين كونستانت و شارل موريس تاليران، إضافةً إلى النظرة الليبراليّة للسياسيّ الإيطاليّ فرانسيسكو ميلزي دو إريل.

## التأليف
جاء في مقال أدبيّ و سياسيّ تحت عنوان De la littérature dans ses rapports avec les institutions sociales نُشر عام 1800، أن جرمين دي ستال تكتب عن تاريخ الأدب و صلاته بالسياقات السياسيّة، و أنها تدعو إلى أفكار عصر التنوير، و هو ما لا يرجوه نابليون. ورد أيضاً ضمن المقال، أن الإمبراطور الفرنسيّ خاف من علاقات مدام دي ستال السياسيّة و يشتبهون في كونها معارضةً. و قد أدَّى نشر هذه الرواية عام 1802 إلى جعل الأمور أسوء؛ حيث نُفيَت مدام دي ستال خارج مدينة باريس، و منعت من الاقتراب من المدينة أقلّ من lieues (واحدة فرنسيّة للقياس شائعة آنذاك).
ادَّعت الكاتبة عند نشر هذه الرواية، أنها لم تعد مهتمة بالسياسة بعد ذلك. مع أنها قامت بإهداء هذا الكتاب إلى «فرنسا الصامتة» (جاءت العبارة باللغة الفرنسيّة la France silencieuse)، إذ اشتملت هذه الرواية على جوانب سياسيّة و اجتماعيّة تتعلَّق بالبروتستانتيّة و الليبراليّة السياسيّة و الهجرة.

## ملخص
تقع أحداث الرواية في باريس بين عامي 1789 و 1792 خلال الثورة الفرنسيّة. تقوم الشابة الأرملة دلفين دي ألمبار بتنظيم حفل زفاف لماتيلدا دي فيرنون و ليونسي دي موندوفيل. لكنها (أي دلفين) تقع في حب ليونسي، و باعتباره مخطوب من ماتيلدا، يصبح حبُّهما أشبه بالمستحيل. تنتهي القصة بشكل مأساويّ بانتحار دلفين.

## الشخصيّات الرئيسيّة
- دلفين دي ألمبار: البطلة، و اسم الرواية مشتق من اسمها. كانت دلفين متزوجةً سابقاً من إم. دي ألبمار، و تبدأ الرواية بعد وفاة زوجها؛ إذ تصوّر الكاتبة بطلتها دلفين على أنها أرملة شابة وجميلة وغنيّة وذكيّة و ترغب في جعل أصدقائها سعداء من حولها، و لذلك تقوم بترتيب حفل زفاف لصديقتها ماتيلد دي فيرنون و خطيبها ليونسي دي موندوفيل. تقول بطلة الرواية بأن واجب القيام بالشيء الصحيح أكثر أهميّة بالنسبة لها من حكم الآخرين على أفعالها، و لكن عندما تقع دلفين بحب ليونسي، تتمزق دلفين حينما تُضطَّر للاختيار بين الاثنين، و تنتهي الرواية بانتحار دلفين.
- ماتيلد دي فيرنون: نسيبة دلفين البعيدة و صديقتها، و هي على العكس من دلفين تماماً، إذ أنها كتومة و متحمّسة، و تظهر في الرواية مُحبَّةً بشدّة لخطيبها ليونسي على الرغم من أنها لم تظهر هذا الأمر بدايةً.
- مدام دي فيرنون:أم ماتيلد، امرأة لطيفة المظهر و لكنها خبيثة في الواقع و تعمل من أجل مصلحتها الشخصيّة فقط. على أي حال، يمكن تفسير شخصيّتها من خلال معرفة أنها تزوّجت من السيد دي فيرنون بلا حب.